# Homomorphisme du flux
 (janvier 2023).
Si vous disposez d'ouvrages ou d'articles de référence ou si vous connaissez des sites web de qualité traitant du thème abordé ici, merci de compléter l'article en donnant les références utiles à sa vérifiabilité et en les liant à la section « Notes et références ».
En géométrie symplectique, l’homomorphisme du flux est un homomorphisme du revêtement universel de la composante neutre du groupe des symplectomorphismes d'une variété symplectique compacte {\displaystyle (M,\omega )} dans le premier groupe de cohomologie de M à coefficients réels :
Si {\displaystyle \Psi } est un arc différentiable de symplectomorphismes, on définit :
{\displaystyle X_{t}} est un champ localement hamiltonien, ie {\displaystyle \iota (X_{t})\omega } est une 1-forme différentielle fermée sur M. En définissant {\displaystyle H^{1}(M,\mathbf {R} )} comme le premier groupe de cohomologie du complexe de Rham, on pose :
En tant que groupe commutatif, {\displaystyle H^{1}(M,\mathbf {R} )} est isomorphe au groupe des homomorphismes {\displaystyle \pi _{1}(M)\rightarrow \mathbb {R} }. L'élément {\displaystyle Flux(\Psi )} peut se redéfinir comme suit :
où {\displaystyle \Psi \alpha } désigne l'application {\displaystyle \mathbf {T} ^{2}\rightarrow M} définie par :
Il a été démontré que {\displaystyle Flux(\Psi )} est nul ssi {\displaystyle \Psi } est isotope à extrémité fixé à un flot hamiltonien. En particulier, dans ce cas, {\displaystyle \Psi _{1}} est un difféomorphisme hamiltonien.
L'image du groupe fondamental de {\displaystyle Symp_{0}(M,\omega )} sous l'homomorphisme du Flux est un sous-groupe de {\displaystyle H^{1}(M,\omega )} appelé le groupe de Calabi {\displaystyle \Gamma }.